# Sept-Meules
Sept-Meules is een gemeente in het Franse departement Seine-Maritime (regio Normandië) en telt 161 inwoners (2005). De plaats maakt deel uit van het arrondissement Dieppe.

## Geografie
De oppervlakte van Sept-Meules bedraagt 8,2 km², de bevolkingsdichtheid is 19,6 inwoners per km².
De onderstaande kaart toont de ligging van Sept-Meules met de belangrijkste infrastructuur en aangrenzende gemeenten.

## Demografie
Onderstaande figuur toont het verloop van het inwonertal (bron: INSEE-tellingen).